# Yves Ravaleu
Yves Ravaleu (Rance, 25 september 1945 - Ars-Sur-Formand, 15 oktober 2003) was een Frans wielrenner die uitkwam voor onder meer Gan-Mercier.
Yves Ravaleu is de vader van Stéphan Ravaleu en Freddy Ravaleu, beiden ook oud-wielrenners.

## Overwinningen
1969
- Cyclocross van Lanarvily (met Alfred Richeux)
- Criterium van Pleurtuit

1971
- Circuit de l'Argoat
- Criterium van Huelgoat
- Criterium van Pleyber-Christ

1972
- Criterium van Lamballe

1976
- Prix Gilbert Bousquet

1978
- Eindklassement Ronde van Zuid-Bretagne

## Grote rondes
| Jaar | Ronde van Italië | Ronde van Frankrijk | Ronde van Spanje |
| ---- | ---------------- | ------------------- | ---------------- |
| 1971 |                  | 69e                 |                  |
| 1972 |                  | opgave              |                  |